# Le Cercle de fer
Pour plus de détails, voir Fiche technique et Distribution.
Le Cercle de fer (titre original : Circle of Iron /The Silent Flute) est un film américain fantastique et d'art martial réalisé par Richard Moore, sorti en 1978. L'idée de base vient de Bruce Lee sous le titre "La Flûte Silencieuse".

## Synopsis
Un expert en art martial part en quête du Livre de tous les Savoirs, détenu par un magicien appelé Zetan. Tout au long de son aventure, il affrontera des épreuves étonnantes et croisera des personnages ambigus, parfois amis parfois ennemis.

## Fiche technique
- Titre : Le Cercle de fer
- Titre original : Circle of Iron / The Silent Flute
- Réalisation : Richard Moore
- Scénario : Stirling Silliphant, Stanley Mann, Bruce Lee, James Coburn
- Production : Sandy Howard, Paul Maslansky, Richard St. Johns, Zvi Spielmann, Alex Massis
- Musique : Bruce Smeaton
- Photographie : Ronnie Taylor
- Montage : Ernest Walter
- Direction artistique : Tambi Larsen
- Costumes : Lilly Fenichel
- Chef-décorateur : Zion Kobi, Jacob Kotzky, Graham Summer
- Maquillage : Tom Smith
- Pays de production : États-Unis
- Langue : anglais
- Genre : fantastique - art martial
- Durée : 102 minutes
- Dates de sortie :
  - France : 25 juillet 1978
  - États-Unis : 15 janvier 1979

## Distribution
- David Carradine (VF : Georges Aminel) : 4 rôles différents (l'homme aveugle, l'homme au singe, la Mort et Chang-Sha)
- Jeff Cooper (VF : Michel Barbey) : Cord
- Christopher Lee (VF : Jean Berger) : Zetan
- Roddy McDowall (VF : René Bériard) : White Robe
- Eli Wallach : l'homme pétrole
- Erica Greer (VF : Evelyn Selena) : Tara
- Anthony De Longis : Morthond
- Earl Maynard : le géant noir
- Vincent Di Paolo : un guerrier (non crédité)

## Distinctions
- Nomination au Saturn Award du meilleur film international 1980.

## La genèse du scénario
En 1968, Bruce Lee et Stirling Silliphant écrivent un scénario titré The Silent Flute (La Flûte Silencieuse), en se basant sur un simple brouillon de 18 pages écrit par Bruce Lee. Pour les rôles principaux, après le refus de Steve McQueen, c'est James Coburn qui obtiendra le rôle de Cord, quant à Bruce Lee il devait jouer 5 rôles différents: 5 maîtres en arts martiaux, chacun ayant un style différent. En 1970, le projet est accepté par le studio Warner Bros, à condition que le tournage se fasse en Inde (ce qui permettait à la production de récupérer l’argent que les films de la Warner avaient rapporté en Inde et que le gouvernement indien refusait de remettre aux États-Unis). En février 1971, Lee, Silliphant et Coburn font les repérages, mais durant ce voyage de 10 jours, la relation entre Lee et Coburn s'est dégradée, que ce soit sur le scénario, le nombre de scènes de bagarres ou encore les lieux de tournage possibles, les deux hommes sont constamment en désaccord. De retour aux États-Unis, Bruce Lee et Stirling Silliphant pensent que le film peut encore se faire, mais Coburn renonce ainsi que la Warner. Quand Bruce Lee est devenu une superstar en Asie, Stirling Silliphant et James Coburn avec le soutien de la Warner, ont tenté plusieurs fois de le convaincre de relancer le projet The Silent Flute, mais même s'il avait gardé quelque temps l'idée de le faire un jour, Lee refusa, et au fil du temps il prévoyait plutôt de reprendre les idées de ce film à travers d'autres œuvres dont Le Jeu de la mort.
Le film de Richard Moore reprend la majeure partie du scénario écrit par Bruce Lee, James Coburn et Stirling Silliphant. Les 4 rôles de David Carradine, ainsi que celui de Christopher Lee, étaient les 5 rôles prévus pour Bruce Lee, et le rôle pour James Coburn revint à Jeff Cooper.